# Ходарське сільське поселення
Хода́рське сільське поселення (рос. Ходарское сельское поселение) — муніципальне утворення у складі Шумерлинського району Чувашії, Росія. Адміністративний центр — село Ходари.
Станом на 2002 рік до складу Ходарської сільської ради входило також селище Комінтерн, пізніше передане до складу Краснооктябрського сільського поселення.

## Населення
Населення — 939 осіб (2019, 1173 у 2010, 1375 у 2002).

## Склад
До складу поселення входять такі населені пункти:
| Населений пункт     | Населення, осіб (2002) | Населення, осіб (2010) |
| ------------------- | ---------------------- | ---------------------- |
| Пілешкаси, присілок | 169                    | 147                    |
| Тугаси, присілок    | 226                    | 179                    |
| Ходари, село        | 638                    | 578                    |
| Яндаші, присілок    | 342                    | 268                    |